# Último cuerpo
Último cuerpo es una película venezolana estrenada en el año 2011. Dirigida y producida por Carlos Daniel Malavé, con un guion inspirado en un personaje real, Heberto Camacho, periodista de Maracaibo. La película está protagonizada por William Goite y Miguel Ferrari.

## Sinopsis
Investigando el asesinato de un transexual, el periodista Heriberto Camargo (William Goite) descubre que el crimen forma parte de una trama de asesinatos de policías atribuidos a un personaje conocido como  Vincent (Jean Paul Leroux). Las crónicas publicadas por Camargo y sus investigaciones para desvelar el motivo de los crímenes le enfrentan al comisario Sangretti (Miguel Ferrari).